# Окулесика
Окулесика — наука про мову очей в інтерактивній візуальній поведінці людей. Є окремим лінгвістичним напрямом невербальної усної комунікації.
Зоровий контакт є найдієвішим видом немовленнєвого спілкування. Очі — особливий орган людського тіла, який виконує не лише важливу фізіологічну функцію, але й має значення у психічному та соціальному аспектах людського життя. Дослідження, проведені під керівництвом Стівена Яника і Родні Уелленса в університеті Маямі у Флориді, показало, що 43,4 % часу, упродовж якого нашу увагу зосереджено на якійсь людині, ми приділяємо її очам, тоді як рот ледве-ледве дотягає до другого місця, вдовольняючись 12,6 %.

## Головні ознаки візуальної поведінки
Головними характеристиками стають напрям погляду, тип погляду (спосіб візуального впливу). Прямий погляд в очі, який зазвичай трактується як погляд виклику, зазвичай гіпнотичний або агресивний, такий, що викликає в адресата збудження, ставить його в скрутне становище. Тому правилами етикету прийнято, щоб прямий погляд був коротким за тривалістю.
Відповідно до функцій, вирази очей можуть мати такі змісти:
- готовність до комунікації;
- придушення волі або впливу на іншого, контроль над партнером і його поведінкою;
- бажання до встановлення контакту і отримання інформації; висловлення почуттів.

Головними ознаками, що характеризують комунікативну поведінку очей, є тривалість, інтенсивність, статичність/динамічність поглядів, напрямок, або лінія, погляду, об'єкт погляду — «на що спрямований погляд» і тип погляду, тобто сам спосіб візуальної взаємодії. Крім того, у формулюванні правил візуальної поведінки важливу роль відіграють такі параметри, як рух і величина очей, переміщення погляду з одного об'єкта на інший, тривалість погляду й очного контакту.

## Функції окулесики
Основні комунікативні функції очей — це:
- а) когнітивна (прагнення передати очима деяку інформацію і прочитати інформацію в очах партнера по комунікації);
- б) емотивна (вираз почуттів очима і зчитування з очей почуттів, що їз висловлюють партнери по спілкуванню один до одного);
- в) контролю (здійснення очима моніторингу з метою перевірки, як сприйняте і зрозуміле передане повідомлення або якийсь його фрагмент, вказівка адресату, що мовець закінчив передачу тому якоїсь частини інформації);
- г) регулятивна (очима висловлюється вимога вербальним або невербальним способом відреагувати на передане повідомлення або ж, навпаки, придушити передбачувану реакцію).

## Види поглядів та їхнє смислове значення
У окулесиці прийнято розрізняти такі види поглядів і візуальної поведінки людей в діалозі:
1. «односторонній погляд» (one-sided look) — погляд однієї людини на іншу (але не на обличчя);
2. «погляд в обличчя» (face gaze) — погляд однієї людини на особу іншого;
3. «прямий погляд в очі» (direct еуе gaze);
4. «спільний погляд» (mutual gaze) — погляд партнерів один одному в обличчя;
5. «зоровий», або «очний контакт» (eye contact) — обидва партнера усвідомлено дивляться в очі один одного;
6. «уникнення погляду» (gaze avoidance) — ситуація, коли один з учасників діалогу (або обидва) прагне уникнути погляду в очі з боку співрозмовника;
7. «пропуск погляду» (gaze omission) — коли людина має явний намір уникнути очного контакту, не дивитися на партнера.

«Містер мова тіла» Алан Піз наводить такі різновиди поглядів:
- Діловий погляд;
- Соціальний погляд;
- Інтимний погляд;
- Косий погляд.